# Parapediasia teterrellus
Parapediasia teterrellus is een vlinder uit de familie van de grasmotten (Crambidae). De wetenschappelijke naam van de soort werd in 1821 alsChilo teterrellus gepubliceerd door Julius Zincken.
De soort komt voor in Europa.